# 泣いているのは
「泣いているのは」は、TOSHI（Night Hawks & Toshi名義）の7枚目のシングル。1994年7月6日発売。

## 概要
X JAPANのToshlとNight Hawksのコラボレーション曲。これまでは演奏のみのコラボレーションだったNight Hawksだが、この曲はNight Hawksの青木秀一とToshlがデュエットしている。

## 収録曲
1. 泣いているのは
作詞・作曲：青木秀一
2. Let's Dance
作詞・作曲：青木秀一
Night Hawksの楽曲。
3. 泣いているのは (KARAOKE)